# Nervo vestibular
O Nervo Vestibular atua no desempenho das funções do Sistema Auditivo, e em conjunto com o Nervo Coclear constitui o Nervo Vestibulococlear (ou Oitavo Par Craniano). Enquanto o Nervo Coclear é responsável pela audição em si, o Nervo Vestibular é responsável pelo equilíbrio, coordenação e orientação espacial.

Anatomia do Aparelho Auditivo Humano. O Nervo Vestibular é uma das estruturas mais interiores do Ouvido Interno.

## Estrutura e Funções
Em seres humanos, o Nervo Vestibular transmite informação sobre equilíbrio e movimento rotacional do Aparelho Vestibular - composto de dois órgãos otolíticos (o sáculo e o utrículo) juntamente com três canais semicirculares - para o encéfalo. Localizado no Ouvido Interno, possui duas partes, formadas pela união de divisões periféricas originadas de partes distintas do Labirinto e por fibras do neurônio sensitivo do Gânglio Vestibular: 
1. o ramo superior; proveniente do utrículo e dos ductos semicirculares superior e lateral;
2. e o ramo inferior; proveniente do sáculo e do ducto semicircular posterior.

As cristas e máculas, que se inervam a partir das células bipolares dos Gânglios Vestibulares, projetam fibras para o Núcleo Vestibular e, assim, desencadeiam a propagação de potenciais de ação até o Bulbo. Os processos centrais de tais células formam o Nervo Vestibular, que atua nos órgãos sensoriais da audição perante às mudanças na posição do corpo no espaço.

## Processos Fisiológicos: Equilíbrio e Movimentação da Cabeça
No que tange o funcionamento do nervo vestibular, é preciso entender que, no ouvido interno, há os componentes do Aparelho Vestibular, que são: os Utrículos, os Sáculos e os Canais Semicirculares; a partir dos quais, a informação recebida é transportada e prontamente transduzida, para que cheguem ao neurônio sensorial primário e então sejam transmitidas até alcançarem o Bulbo Cerebral, a partir do qual serão direcionadas para outras regiões cerebrais específicas.

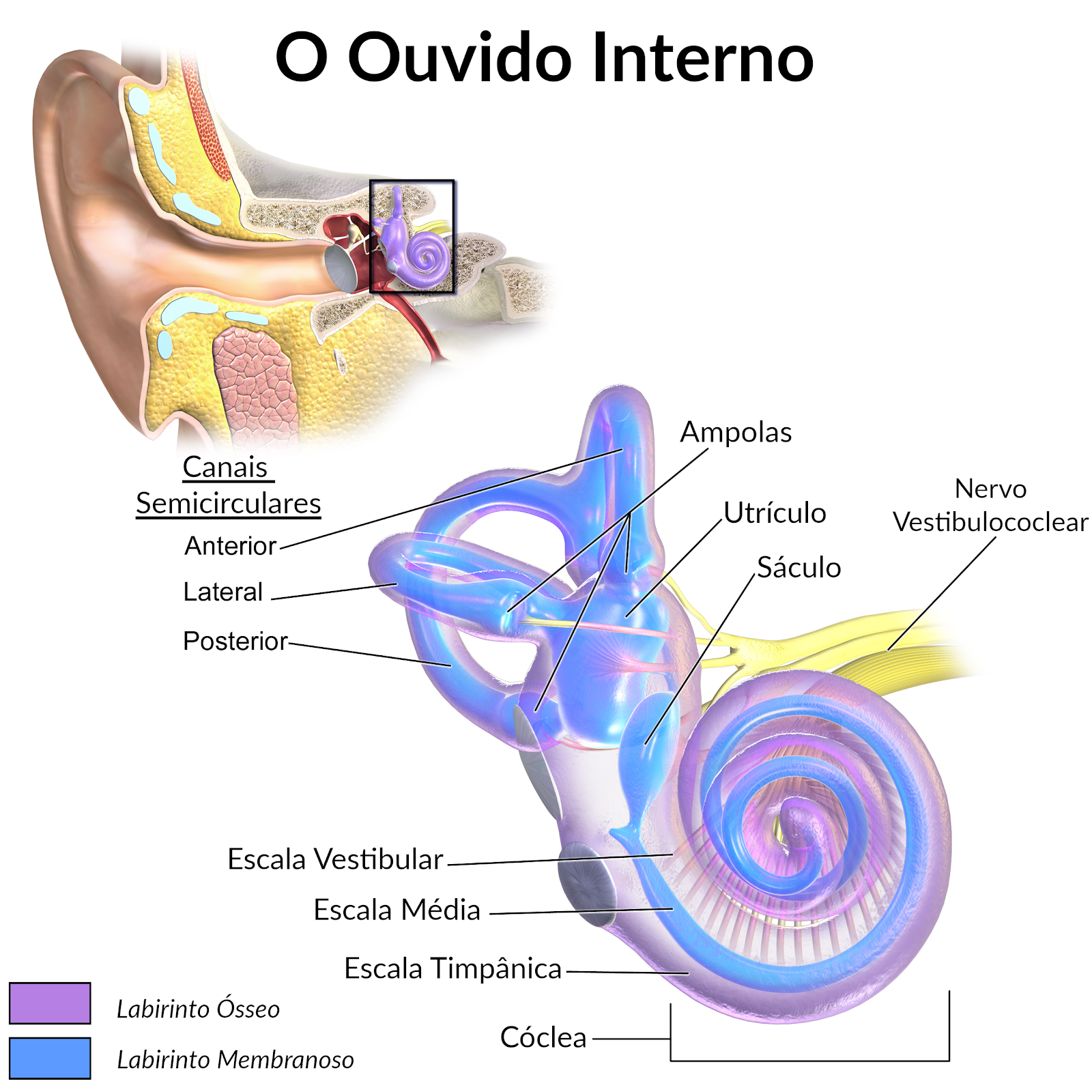
Utrículo e Sáculo: estruturas que atuam na percepção espacial e de equilíbrio.

Os utrículos e os sáculos são os componentes responsáveis pela percepção da posição, já os canais semicirculares são responsáveis pela percepção do movimento. Esses elementos vestibulares possuem princípios funcionais semelhantes, vejamos:
- Os utrículos e os sáculos são preenchidos por Endolinfa, neles encontram-se células ciliadas, as quais estão presas na Membrana Otolítica, uma membrana gelatinosa na qual estão imersos Otólitos, componentes responsáveis por, a partir da força da gravidade, quando ocorre um inclinação da cabeça, deformar a membrana gelatinosa e consequentemente os Estereocílios;
- Os canais semicirculares, por outro lado, são preenchidos por um líquido estático, o qual não relaciona-se com o funcionamento do nosso corpo diretamente; na extremidade desses canais há uma estrutura chamada de Ampola, a qual contém uma estrutura em forma de Cúpula, composta por um material gelatinoso onde estão presos os estereocílios; e então, a partir da movimentação da cabeça, o líquido estático que preenche esse canal causa a deformação da cúpula, deformando então os estereocílios.

Essa deformação dos Estereocílios, em todos esses componentes, abre canais mecânicos, os quais permitem a entrada de íons potássio; e então, isso gera uma onda de despolarização na membrana, possibilitando a abertura dos canais de íons cálcio e consequente liberação de transmissores, gerando uma espécie de “sinapse” em relação ao neurônio sensorial primário, o qual pode então disparar potenciais de ação, os quais passarão pelo nervo vestibulococlear em direção aos núcleos vestibulares localizados no bulbo, a partir do qual pode receber diferentes direções, para a ocorrência de ações responsivas distintas.